# Pidof
pidof — програма в операційній системі Linux, що знаходить ідентифікатор процесу (PID) працюючого процесу(ів) на ім'я програм і виводить його на стандартний вивід. На деяких системах ця програма використовується в скриптах зміни рівня запуску, особливо коли rc скрипти системи мають структуру схожу з System V. В цьому випадку ці скрипти розташовані в каталогах /etc/rc?.d, де ? це рівень запуску.
Програма pidof реалізована усередині програми killall5 (Linux-специфічний варіант програми killall, що використовується скриптами старту/зупинки системних служб). Зазвичай pidof є символьним посиланням на /sbin/killall5. Програма killall5 змінює свою поведінку залежно від імені, під яким була запущена.
У системах, відмінних від Linux, для аналогічних цілей застосовуються програми pgrep і ps.

## Синтаксис
```
pidof [-s] [-x] [-o omitpid] [-o omitpid..] program [program...]
```

### Параметри
-s
одиночний запуск — при використанні даної опції програма видає тільки один PID.
-x
відображати скрипти — при використанні даної опції програма також повертає ідентифікатори процесів оболонок, в яких виконується вказані скрипти.
-o omitpid
виключити процеси з цим ідентифікатором процесу. Спеціальний PID %PPID використовується для позначення батьківського процесу pidof, іншими словами — оболонки або скрипту оболонки який її викликав.